# Армянская трагедия 1915 года (книга)
«Армянская трагедия 1915 года» (фр. La Tragédie Arménienne de 1915) — книга французского адвоката, ревизиониста Жоржа де Малевила (Мальвиля; фр. George de Maleville), поддерживающая отрицание геноцида армян. На русском языке издана в 1990 году в Баку.

## Содержание
- Введение
- Глава I. Исторические рамки событий
- Глава II. Так называемый армянский геноцид
  - 1. Меры, принятые оттоманским правительством
  - 2. Причины этих мер
  - 3. Последствия мер
  - 4. Действительные причины избиения 1915 года
- Глава III. Последние события в армянском «деле»
- Заключение
- Критическая библиография

## Критика
Бельгийский политик и исследователь Ален Дестеш в книге «Руанда и геноцид в двадцатом веке» (англ. Rwanda and Genocide in the Twentieth Century) приводит книгу Малевилла как образец ревизионистского отрицания геноцида с помощью методов, при которых «вопрос о виновности скрывается за защитной маской „смягчающих обстоятельств“, что снимает ответственность за все подобные преступления». Он отмечает, что «перекручивая факты, (Малевилл) создает впечатление, что армяне сами совершили самоубийство, а младотурки виновны только в недостатке предусмотрительности!». По его словам, подобные аргументы историков-ревизионистов вызывают шок, когда касается геноцида евреев, но недостаточно опознаются, когда дело касается современных нам геноцидов вроде Руанды или Боснии.